# Akademia Rycerska w Kołobrzegu
Akademia Rycerska w Kołobrzegu – akademia wojskowa, która została powołana w Kołobrzegu z woli elektora brandenburskiego Fryderyka Wilhelma I. Była jedną z pierwszych szkół wojskowych utworzonych w nowożytnej Europie.

## Historia Akademii
Zamysł powołania Akademii Rycerskiej pojawił się w 1653 roku wraz z utworzeniem twierdzy kołobrzeskiej. Jej fundacja została ogłoszona w Stargardzie na sejmiku pomorskim w 1654 roku. 
Jakkolwiek propozycja elektora brandenburskiego Fryderyka Wilhelma I nie spotkała się wówczas z przychylnością szlachty pomorskiej została jednak zrealizowana. Organizatorem placówki i jej pierwszym komendantem był gubernator Kołobrzegu, Bogusław von Schwerin. 
Uczelnia funkcjonowała w latach 1655–1701. Jej najlepszy okres przypadł na lata 1655-1678. Uczyło się w niej wówczas do 30 kadetów na roku. Później z uwagi na reformę trybu nauczania i priorytet przedmiotów wojskowych straciła na prestiżu. 
Po utworzeniu Królestwa Prus z uwagi na małą liczbę studentów została przeniesiona do Berlina. W 1703 roku król Fryderyk I powołał w jej miejsce Szkołę Kadetów w Kołobrzegu, będącą jednak jedynie namiastką Akademii. W 1716 roku nowa placówka popadła w niełaskę króla Fryderyka Wilhelma I. Została rozwiązana i przeniesiona tak jak jej poprzedniczka do Berlina.

## Opis Akademii
Nowoczesna jak na XVII wiek szkoła wojskowa w Kołobrzegu była istotnym narzędziem w polityce wewnętrznej księcia elektora brandenburskiego. Kształciła kadetów - przyszłych oficerów stałej armii prusko-brandenburskiej. Poza tym miała na celu kształtować lojalność i pruską świadomość propaństwową wśród młodych, dobrze urodzonych mieszkańców prowincji pomorskiej Brandenburgii-Prus.
Komendantem Akademii Rycerskiej był gubernator Kołobrzegu lub komendant twierdzy. Przyjmowano do niej prawie wyłącznie chłopców pochodzących ze stanu szlacheckiego. Trafiali do niej młodzieńcy w wieku 15-16 lat, a zwłaszcza synowie najbogatszych junkrów pomorskich, którzy w ten sposób zdobywali szansę do dalszej kariery w służbie państwowej.
Akademia Rycerska w Kołobrzegu była finansowana z funduszy skarbu państwa i przez szlachtę pomorską. Nauka trwała od dwóch do trzech lat. W programie nauczania były: musztra, jazda konna, szermierka, taniec, matematyka, sztuka budowania fortyfikacji i język francuski. Kadeci ponadto odbywali wszystkie ćwiczenia wojskowe w stacjonujących w twierdzy kołobrzeskiej oddziałach, byli poddani regulaminowi twierdzy oraz skoszarowani jako żołnierze garnizonu.
Po zakończeniu edukacji w Kołobrzegu absolwenci Akademii byli wysyłani na staż wojskowy do pułków i regimentów, gdzie przechodzili wszystkie stopnie i stanowiska, a następnie otrzymywali nominacje oficerskie.

## Budynek Akademii Rycerskiej

### Historia
Na potrzeby Akademii Rycerskiej zbudowano w drugiej połowie XVII wieku budynek przy ul. Podgórnej (obecnie ul. Wąska). Po likwidacji Szkoły Kadetów został on zamieniony na arsenał. Obiekt w 1807 roku został poważnie uszkodzony. Odbudowano go według projektu niemieckiego architekta Karla Friedricha Schinkla w stylu neorenesansowym.
W 1945 roku obiekt został poważnie uszkodzony w czasie bombardowania centrum miasta przez artylerię radziecką. Zawalił się dach i górna kondygnacja. Pozostały jedynie zewnętrzne, masywne mury. Na początku lat 60. XX wieku ruiną dawnej zbrojowni, którą ówcześnie nazywano Salą Rycerską, zainteresował się Klub Młodzieżowy Związku Młodzieży Socjalistycznej Kleks. W 1961 roku przeprowadził on z własnych środków prace porządkowe. Po odgruzowaniu i uprzątnięciu terenu ZMS urządził we wnętrzach kino letnie i salę koncertową. Budynek przeszedł następnie pod administrację Wojewódzkiego Zarządu Kin w Koszalinie. Jako miejsce rozrywki funkcjonował przez kilka lat.
W latach 70. XX wieku obiekt gruntownie wyremontowano, przykryto dachem i zaadaptowano na miejską salę sportową – Halę Rycerską. Podziemia przeznaczono natomiast na cele gastronomii – Salę Rycerską.

### Opis
Budynek Akademii Rycerskiej zbudowany jest w stylu renesansu florenckiego na rzucie prostokąta. Posiada dwie kondygnacje i piwnice. Dłuższa elewacja jest jedenastoosiowa, krótsza pięcioosiowa. Ściany pokryte są pseudorustyką. Obiekt cechuje się silnie wysuniętym gzymsem koronującym, wspartym na kroksztynach.
Wnętrze to duża, jednoprzestrzenna hala z balkonem. Sala posiada parkiet o wymiarach 28 metrów na 16 metrów, a na widowni może pomieścić do 400 osób. Wykorzystywana jest jako boisko do gry w siatkówkę, koszykówkę, piłkę halową, a także do organizacji imprez. Na jej zapleczu znajduje się mała siłownia.
Piwnice są zaadaptowane na lokal gastronomiczny.